# 박서은
박서은(1995년 2월 25일~)은 대한민국의 저스트 엔터테인먼트 소속이자 배우이다.

## 영화
- 2022년 희망의 요소 아내 역
- 2022년 주연
- 2021년 아워 미드나잇 은영 역
- 2018년 백일 윤희 역

## 학력
- 신도림고등학교 (졸업)
- 상명대학교 천안캠퍼스 연극학과 (졸업)